# Thomas Nicholson Gibbs

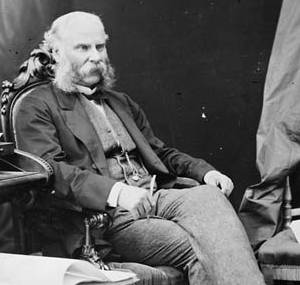
Thomas Nicholson Gibbs (1869)

Thomas Nicholson Gibbs PC (* 11. März 1821 in Terrebonne, Niederkanada; † 7. April 1883) war ein kanadischer Manufakturbesitzer, Kaufmann und Politiker der Liberal-konservativen Partei.

## Leben
Der Manufakturbesitzer und Kaufmann Gibbs begann seine politische Laufbahn im September 1867, als er als Kandidat der Liberal-konservativen Partei im Wahlkreis Ontario South zum Mitglied in das Kanadische Unterhaus gewählt wurde. Am 14. Juni 1873 legte er dieses Mandat nieder, nachdem er zum Staatssekretär für die Provinzen in das 1. Kanadische Kabinett von Premierminister John Macdonald sowie zum Generalsuperintendenten für Indianerangelegenheiten berufen wurde. Diese Ämter verlor er jedoch bereits 16 Tage später, wurde jedoch tags darauf zum Minister für Inlandssteuern ernannt und hatte diese Funktion bis zum Ende von Macdonalds Amtszeit am 5. November 1873 inne.
Im Juli 1873 wurde er außerdem bei einer Nachwahl im Wahlkreis Ontario South wieder zum Mitglied in das Unterhaus gewählt, verlor dieses Mandat aber wiederum bei der Unterhauswahl im Januar 1874.
Bei einer erneuten Nachwahl im Juli 1876 wurde er für Ontario South wieder Mitglied im Unterhaus, ehe er bei der Unterhauswahl im September 1878 abermals eine Wahlniederlage erlitt und seinen Unterhaussitz verlor.
Auf Vorschlag von Premierminister Macdonald erfolgte schließlich am 3. April 1880 seine Ernennung zum Mitglied im Kanadischen Senat. In diesem vertrat er bis zu seinem Tode Newmarket und damit die Interessen der Provinz Ontario im Senat.